# Alexandre Trepov
Alexandre Fiodorovitch Trepov (en russe : Александр Фёдорович Трепов) ou Trépow en France, né le 30 septembre 1862 à Kiev et mort le 10 novembre 1928 à Nice, est un homme politique russe. Il est président du Conseil des ministres de l'Empire russe du 23 novembre 1916 au 9 janvier 1917.

## Biographie
Fils du général Fiodor Fiodorovitch Trepov et frère aîné du général Dmitri Trepov, 
Alexandre Trepov est ministre des Transports avant d'être nommé par Nicolas II président du Conseil des ministres le 23 novembre 1916, en remplacement de Boris Stürmer. Il consacre toute son énergie à éliminer l'influence de Raspoutine auprès du tsar auquel il conseille de donner plus de pouvoir à la Douma. Dans les deux cas, Trepov connaît l'échec. Peu après l'assassinat de Raspoutine, il est chargé d'interroger le prince Félix Youssoupov sur les circonstances du meurtre. Il donne sa démission le 9 janvier 1917. 
Après la Révolution d'octobre, il est arrêté, puis libéré, il s'affirme comme l'un des leaders des Russes blancs. De l'automne 1918 à janvier 1919, il dirige le Comité spécial pour la Russie à Helsinki en Finlande. Émigré en France, il préside l'Union des Organisations monarchiques russes en France et l'Otchag (Le Foyer). En 1921, il est recommandé pour participer au Conseil de l'Église orthodoxe russe à Carlowitz en Yougoslavie.
Trepov participe au Congrès de Reichenhall, le 29 mai 1921, puis au Congrès de l'émigration russe (ou Congrès mondial russe) organisé à l'initiative de Pierre Struve, qui réunit, à Paris à l'Hôtel Majestic, du 4 avril au 11 avril 1926, des représentants de la diaspora russe de 26 pays pour unir les organisations politiques russes. 
Ayant appelé à l'union des différents partis de l'émigration monarchiste, il exhorte les membres du Congrès à oublier leurs dissentions .

## Distinctions
- Commandeur de la Légion d'honneur (1916)